# 3rd Marine Logistics Group
Il 3rd Marine Logistics Group è un gruppo di supporto dello United States Marine Corps. Il quartier generale è situato presso Camp Kinser, Okinawa, Giappone.

## Organizzazione
- Headquarters Regiment
- Combat Logistics Regiment 3
  - Headquarters Company
  -  Combat Logistics Battalion 3
  -  Combat Logistics Battalion 4
  -  3rd Transportation Support Battalion
  - 3rd Landing Support Battalion
- Combat Logistics Regiment 37
  - Headquarters Company
  - Combat Logistics Company 36
- 3rd Maintenance Battalion
- 3rd Supply Battalion
- 3rd Medical Battalion
- 3rd Dental Battalion
- 9th Engineer Support Battalion